# Guds rådslut från begynnelsen
Guds rådslut från begynnelsen är en psalm med text skriven 1960 av Anders Frostenson. Musiken är skriven av Burkhard Waldis 1553.

## Publicerad som
- Nr 436 i Den svenska psalmboken 1986 under rubriken "Trettondedag jul".